# Vågen (Hotagens socken, Jämtland)
Vågen är en sjö i Krokoms kommun i Jämtland och ingår i Indalsälvens huvudavrinningsområde.